# 日岡なつみ
日岡 なつみ（ひおか なつみ、1991年7月15日 - ）は、日本の女性声優。北海道札幌市出身。ぷろだくしょんバオバブ所属。

## 略歴
高校時代に深夜アニメを観たことがきっかけで声優業に興味を持ち始め、その後専門学校東京アナウンス学院への入学を決意した。両親は当初入学に対し否定的であったが結果を出すことを条件に許可したという。
2016年、テレビアニメ『くまみこ』の雨宿まち役で初主演。

## 人物
高校時代には『涼宮ハルヒの憂鬱』、『マクロスF』、『東のエデン』にハマっており、他方好きな声優には木村良平、早見沙織を挙げている。
ディズニーファン。
「すみれ」という名前の犬を飼っている。
漫画に関しては、『宇宙兄弟』が涙が出るような感動する話のため、数年以上愛読しているという。
好きな食べ物は臓物とイカの塩辛、好きなアーティストには自身と同じ北海道出身であるサカナクションを挙げている。また最初に買ったCDはaikoであることを明かしている。
弟がいる。

## 出演
太字はメインキャラクター。

### テレビアニメ
2012年
- 織田信奈の野望（池田恒興）

2014年
- ウィッチクラフトワークス（桂虎徹）
- ドラえもん（テレビ朝日版第2期）（女の子B）

2015年
- VALKYRIE DRIVE -MERMAID-（マリアンヌ）

2016年
- 甘々と稲妻（クラスメイト、女子生徒）
- くまみこ（雨宿まち）
- 12歳。〜ちっちゃなムネのトキメキ〜（女子生徒）
- Dimension W（鮎川麻奈）
- はんだくん（やよい）
- ブレイブビーツ（葵トーコ）
- Lostorage incited WIXOSS（2016年 - 2018年、小柴莉緒） - 2シリーズ

2017年
- 武装少女マキャヴェリズム（因幡月夜）
- ソード・オラトリア ダンジョンに出会いを求めるのは間違っているだろうか外伝（リーネ・アルシェ）
- ひなこのーと（女子生徒）
- SHADOW OF LAFFANDOR ラファンドール国物語 〜FANTASY PICTURE STORY〜（トレスタ・マキュール）
- 魔法陣グルグル（モゲル）

2018年
- 三ツ星カラーズ（琴葉）
- ラストピリオド -終わりなき螺旋の物語-（バルザック）
- 食戟のソーマ 餐ノ皿（観客）
- グラゼニ（うぐいす嬢）
- ゴブリンスレイヤー（2018年 - 2023年、監督官） - 2シリーズ
- メルクストーリア -無気力少年と瓶の中の少女-（リィリ）

2019年
- revisions リヴィジョンズ（堂嶋大介〈幼少期〉）
- 消滅都市（スミレ）
- Re:ステージ! ドリームデイズ♪（白鳥天葉）
- 超人高校生たちは異世界でも余裕で生き抜くようです!（猿飛忍）
- 星合の空（女子生徒）

2020年
- とある科学の超電磁砲T（食蜂派閥）
- ラブライブ!虹ヶ咲学園スクールアイドル同好会（2020年 - 2022年、綾小路姫乃） - 2シリーズ

2021年
- たとえばラストダンジョン前の村の少年が序盤の街で暮らすような物語（アルカ）
- 弱キャラ友崎くん（2021年 - 2024年、秋山美佳） - 2シリーズ
- ホリミヤ（巫女）
- スーパーカブ（恵庭椎、生徒）
- 幼なじみが絶対に負けないラブコメ（志田朱音）
- スライム倒して300年、知らないうちにレベルMAXになってました（薬屋店主）
- 吸血鬼すぐ死ぬ（2021年 - 2023年、ヒナイチ、吸血ニンニク） - 2シリーズ
- 無職転生 〜異世界行ったら本気だす〜（メイド）

2022年
- スローループ（海凪小春）
- デリシャスパーティ♡プリキュア（2022年 - 2023年、パムパム）
- ヒーラー・ガール（同級生、森嶋春菜）

2023年
- お兄ちゃんはおしまい!（室崎みよ）
- お隣の天使様にいつの間にか駄目人間にされていた件（女子生徒）
- 異世界のんびり農家（ラスティスムーン）
- 山田くんとLv999の恋をする（生徒）
- アリス・ギア・アイギス Expansion（カップル女性）

2024年
- 悪役令嬢レベル99 〜私は裏ボスですが魔王ではありません〜（ベッキー）
- アオのハコ（ゆめ）

### 劇場アニメ
- 映画 デリシャスパーティ♡プリキュア 夢みる♡お子さまランチ! / わたしだけのお子さまランチ（2022年、パムパム[30]）

### OVA
- ARIA The AVVENIRE 「capitolo 2　その 暖かなさよならは…」（2015年、客）
- ウィッチクラフトワークス（2015年、桂虎徹） - コミックス第8巻OAD付き限定版

### Webアニメ
- 転生したらスライムだった件 コリウスの夢（2023年、ゼノビア[31]）

### ゲーム
2014年
- ウチの姫さまがいちばんカワイイ（花姫 レスカ・フルーレ）
- 城姫クエスト（龍岡城、小谷城、高岡城、掛川城、湯築城、能島城）
- 天空のクラフトフリート（アクール）
- ヒーローズプレイスメント（青苗のな、河北柿音、天海ローサ）
- LAST SUMMONER（サン、レトラ、初登校ルル）

2015年
- スクールスタードリーム!（冬木唯花）
- ミリ姫大戦 -MILITÄRISCHE MÄDCHEN-（サモヒン、コッセル）

2016年
- 一血卍傑-ONLINE-（タマノオヤ）
- ガンスリンガー ストラトス3（キャシー・オードナー）
- クイズRPG 魔法使いと黒猫のウィズ（ヤヤコ・ミカグラ）
- 征戦!エクスカリバー（テラ）
- ドラゴンハンターCOOP
- ぷよぷよ!!クエスト（2016年 - 2019年、ヤナ、サニラ、スノヒメ）
- リング☆ドリーム 女子プロレス大戦（マミ・マミー）

2017年
- ETERNAL LINKAGE 〜蒼穹のアムネシア〜（リザ）
- ミトラスフィア（デール・ブロッサム）
- 編隊少女（太良真理亜）
- ナイツクロニクル（カリナ）
- 幻想少女（主人公〈女の子〉）
- 白猫プロジェクト（シズ）
- スクールスタードリーム〜カミオシ！〜（冬木唯花）
- モン娘☆は〜れむ（アイびぃ）
- Re:ステージ! プリズムステップ（白鳥天葉）

2018年
- アリス・ギア・アイギス（2018年 - 2024年、二子玉舞）
- ときめきアイドル（結城秋葉）
- アズールレーン（浜風、谷風）
- アトリエオンライン 〜ブレセイルの錬金術士〜（2018年 - 2020年、アニスヒソップ / アニス・フォニク）

2019年
- 乙女剣武蔵（小倉庵）
- アズールレーン クロスウェーブ（浜風）
- アクション対魔忍（鬼蜘蛛三郎）

2020年
- ラストピリオド -終わりなき螺旋の物語-（バルザック）
- ビビッドアーミー（ルカ）
- ディズニー ツイステッドワンダーランド（アズール・アーシェングロット〈幼少期〉）
- ヒーローカンターレ（マスチェニー）
- きららファンタジア（2020年 - 2022年、小野坂こはる、海凪小春）

2022年
- たとえばラストダンジョン前の村の少年が序盤の街で暮らすような物語〜ドタバタ英雄譚〜（アルカ）
- ハーヴェステラ（ティエラ）

2023年
- Fate/Grand Order（女教皇ヨハンナ）
- 六本木サディスティックナイト（水瀬シズク）

### ドラマCD
- 悠久のユーフォリア（2016年、マルカ・オーレルア）
- 温泉むすめ シリーズ（2017年 - 2020年、登別綾瀬）
- 超人高校生たちは異世界でも余裕で生き抜くようです!（2018年、猿飛忍[59]） - 小説第7巻ドラマCD付き限定特装版
- たとえばラストダンジョン前の村の少年が序盤の街で暮らすような物語（2020年、アルカ） - 小説第9巻ドラマCD付き特装版
- ラストピリオド – 巡りあう螺旋の物語 – ドラマCD『六大国の休日』（2020年、バルザック[60]）

### 吹き替え
- iCarly（アナグマ）
- BANKS
- ヘチ 王座への道

### ラジオ
※はインターネット配信。
- 超!A&G+ デジスタ（2011年 - 2013年、超!A&G+※）
- スタドリ れでぃ? おー!（2015年 - 2016年、音泉※）[61]
- 熊出村 村おこし放送（2016年、音泉※）[62]
- 日岡なつみとモブさんの Cafe de radioclub.jp（2016年、超A&G+※）[63]
- 「温泉むすめ」ぷれぜんつ的なうぇぶらじお!みみぽか!!〜ゆーも遊びに来ちゃいなYOH!〜（2017年 - 、アニメイトタイムズ※）
- スローループのらじおるーぷ（2022年 - 、音泉※）[64]
- 日岡なつみ・本宮佳奈 うちらじ（2022年 - 、ニコニコチャンネル※）[65]

### テレビ番組
※はインターネット配信。
- 天才!カラーズTV（2017年、AT-X・ニコニコ動画※）[66]
- JCちゃんねる☆〜まとしずの今夜は女子話〜（2017年 - 、ニコニコ生放送※・AbemaTV FRESH!※・Periscope※）[67]
- 日岡なつみの”まるしーなっちゃん”（2020年 - 2023年、ニコニコ生放送※）[68]

### 映像商品
- 温泉むすめ SPRiNGS 2nd LIVE BD 〜聖夜にワッチョイナ!!〜（2018年4月）[69]
- 温泉むすめ 3rd LIVE “NOW ON☆SENSATION!! Vol.3”〜ワイワイワッチョイナ!!〜（2018年12月）[70]
- 桑原由気DVD〜くわちゃんとあそぼ♪〜（2020年12月）[71]
- 日岡なつみの”まるしーなっちゃん”ビジネスあざとDVD（2021年6月）[72]
- SEASIDE 10th Anniversary DVD -桑原由気編-（2021年9月）[73]

### デジタルコミック
- ComicFesta 放課後、ラブホで、先生と。（藤原柑奈[74]）
- 落ちこぼれ召喚士と透明なぼく（2022年、マシロ[75]）
- 拝啓見知らぬ旦那様、離婚していただきます（2023年、バイレッタ[76]）

### ボイスドラマ
- 戦国繚乱美少女伝（2025年、明智光秀、池田恒興）

### ASMR
- 武装少女マキャヴェリズム ロリ師匠と愛弟子のお泊り旅行ははじめてのことばっかりでビックリですASMR 因幡月夜（2021年、因幡月夜）
- 娘のままじゃ、お嫁さんになれない! ASMR（2021年、星咲藍良[77]）
- ママといっしょにおねんねしましょ 〜若々ママ編〜（2024年、船堀明奈）

### その他コンテンツ
- ニコニコ生放送 ドキドキうまガール（佳苗）
- ラジオCD 熊出村フューチャーラジオ バディ村おこし放送SSS（2016年、パーソナリティ）
- パチスロ ウィッチクラフトワークス（2016年、桂虎徹[78]）
- 温泉むすめ（登別綾瀬[79]）
- Hop Step Sing!（箕輪みかさ[2]）
- NCV CM（佐藤結奈[2]、ナレーション[2]）
- マスクプレイミュージカル『デリシャスパーティ♡プリキュア ドリームステージ』（2022年、パムパム[80]）
- 酔っぱらい盗賊、奴隷の少女を買う オーディオブック（2022年、朗読[81]）
- 金曜ロードショー『アーヤと魔女』（2024年、解説放送）

## ディスコグラフィ

### キャラクターソング
| 発売日   | 商品名                                                             | 歌                                                                       | 楽曲 | 備考                                                                     |
| 2014年   | 2014年                                                             | 2014年                                                                   | 2014年 | 2014年                                                                   |
| -------- | ------------------------------------------------------------------ | ------------------------------------------------------------------------ | --- | ------------------------------------------------------------------------ |
| 2月5日   | ウィッチ☆アクティビティ                                            | KMM団                                                                    | 「ウィッチ☆アクティビティ」 「Saturday Night Witches」 | テレビアニメ『ウィッチクラフトワークス』エンディングテーマ               |
| 7月23日  | ウィッチクラフトワークス キャラクターソングアルバム                | KMM団                                                                    | 「KMM団団員番号のうた。 - Numbers」 「MimiLove-Maximum - 獣耳な魔女」 「Saturday Night Witches Pocket Cut Mix」 「KMM団団員番号のうた。リプライズ - KMM's Counter Attack」 | テレビアニメ『ウィッチクラフトワークス』関連曲                           |
| 2016年   |                                                                    |                                                                          | |                                                                          |
| 5月25日  | KUMAMIKO DANCING                                                   | 雨宿まち（日岡なつみ）、クマ井ナツ（安元洋貴） feat. 熊出村のみなさん    | 「KUMAMIKO DANCING」 | テレビアニメ『くまみこ』エンディングテーマ                               |
| 5月25日  | KUMAMIKO DANCING                                                   | 雨宿まち（日岡なつみ）、クマ井ナツ（安元洋貴）、松さん（内藤玲）         | 「些々の破音頭」 | テレビアニメ『くまみこ』関連曲                                           |
| 12月21日 | キセキ的Shining! ／ kiss×kiss×kiss                                 | 虹川仁衣菜（指出毬亜）、椎柴識理（鳥部万里子）、箕輪みかさ（日岡なつみ） | 「キセキ的Shining!」 | VR Idol Stars Project『Hop Step Sing!』関連曲                            |
| 12月21日 | キセキ的Shining! ／ kiss×kiss×kiss                                 | 虹川仁衣菜（指出毬亜）、椎柴識理（鳥部万里子）、箕輪みかさ（日岡なつみ） | 「kiss×kiss×kiss」 | VR Idol Stars Project『Hop Step Sing!』関連曲                            |
| 12月31日 | 桜花の呪、宵闇の種。                                               | シキ（日岡なつみ）                                                       | 「Bloom」 「Fluorite」 | オリジナルボイスドラマCD収録曲                                           |
| 2017年   |                                                                    |                                                                          | |                                                                          |
| 2月1日   | Witch Craft Works THE BEST 〜日本語盤〜                            | KMM団                                                                    | 「KEMOMIMISM」 「ウィッチ☆アクティビティ〜[k]momimi NON STOP Ver.2.0HD〜」                                                                                                 | テレビアニメ『ウィッチクラフトワークス』関連曲                           |
| 5月3日   | DECIDE                                                             | 天下五剣                                                                 | 「DECIDE」 | テレビアニメ『武装少女マキャヴェリズム』エンディングテーマ               |
| 5月3日   | DECIDE                                                             | 因幡月夜（日岡なつみ）                                                   | 「DECIDE」 | テレビアニメ『武装少女マキャヴェリズム』関連曲                           |
| 7月12日  | 武装少女マキャヴェリズム ミュージック・コレクション Vol.2          | 因幡月夜（日岡なつみ）                                                   | 「心の声」 | テレビアニメ『武装少女マキャヴェリズム』関連曲                           |
| 7月26日  | ユノハナプロローグ                                                 | SPRiNGS                                                                  | 「未来イマジネーション！」 「70億分の9の奇跡」 「青春サイダー」 「Ambition」 「粉雪フレンズ」                                                                              | 『温泉むすめ』関連曲                                                     |
| 7月26日  | 追憶カレイドスコープ                                               | SPRiNGS                                                                  | 「純情-SAKURA-」 「さよなら花火」 | 『温泉むすめ』関連曲                                                     |
| 7月26日  | 追憶カレイドスコープ                                               | しゃんぷーはっと                                                         | 「ロマンスの林檎」 | 『温泉むすめ』関連曲                                                     |
| 8月23日  | 気ままに☆サマーバケーション                                        | 虹川仁衣菜（指出毬亜）、椎柴識理（鳥部万里子）、箕輪みかさ（日岡なつみ） | 「気ままに☆サマーバケーション」 | VR Idol Stars Project『Hop Step Sing!』関連曲                            |
| 8月23日  | 気ままに☆サマーバケーション                                        | 虹川仁衣菜（指出毬亜）、椎柴識理（鳥部万里子）、箕輪みかさ（日岡なつみ） | 「真夏のヒロイン大作戦」 | VR Idol Stars Project『Hop Step Sing!』関連曲                            |
| 9月10日  | Cresc. Heart                                                       | トロワアンジュ                                                           | 「Cresc. Heart」 「月影のトロイメライ」 | 『Re:ステージ！』関連曲                                                  |
| 11月15日 | Hop Step Jump!                                                     | SPRiNGS                                                                  | 「Hop Step Jump!」 「おんくり」 | 『温泉むすめ』関連曲                                                     |
| 12月6日  | SHADOW OF LAFFANDOR ラファンドール国物語〜ある少女の光と影の追憶〜 | トレスタ・マキュール（日岡なつみ）                                       | 「満月の夜のこと」 | テレビ番組『SHADOW OF LAFFANDOR ラファンドール国物語』エンディングテーマ |
| 2018年   |                                                                    |                                                                          | |                                                                          |
| 1月17日  | DREAMING-ING!!                                                     | ときめきアイドル project                                                 | 「DREAMING-ING!!」 「トキメキ☆ミライ」 | ゲーム『ときめきアイドル』関連曲                                         |
| 1月17日  | DREAMING-ING!!                                                     | 結城秋葉（日岡なつみ）                                                   | 「DREAMING-ING!! 結城秋葉 Ver.」 | ゲーム『ときめきアイドル』関連曲                                         |
| 1月24日  | カラーズぱわーにおまかせろ！                                       | カラーズ☆スラッシュ                                                      | 「カラーズぱわーにおまかせろ！」 | テレビアニメ『三ツ星カラーズ』オープニングテーマ                         |
| 1月24日  | カラーズぱわーにおまかせろ！                                       | カラーズ☆スラッシュ                                                      | 「上野☆ダイヤモンド」 | テレビアニメ『三ツ星カラーズ』関連曲                                     |
| 1月24日  | ミラクルカラーズ☆本日も異常ナシ！                                  | カラーズ☆スラッシュ                                                      | 「ミラクルカラーズ☆本日も異常ナシ！」 | テレビアニメ『三ツ星カラーズ』エンディングテーマ                         |
| 1月24日  | ミラクルカラーズ☆本日も異常ナシ！                                  | カラーズ☆スラッシュ                                                      | 「カラフルデイズ」 | テレビアニメ『三ツ星カラーズ』関連曲                                     |
| 1月24日  | カラーズぱわーにおまかせろ！ 初回盤                                | 琴葉（日岡なつみ）                                                       | 「上野☆ダイヤモンド」 | テレビアニメ『三ツ星カラーズ』関連曲                                     |
| 1月24日  | ミラクルカラーズ☆本日も異常ナシ！ 初回盤                           | 琴葉（日岡なつみ）                                                       | 「カラフルデイズ」 | テレビアニメ『三ツ星カラーズ』関連曲                                     |
| 2月21日  | CAMPANELLA                                                         | トロワアンジュ                                                           | 「STORIA」 「エンゼルランプ」 「Sinfonia」 | 『Re:ステージ！』関連曲                                                  |
| 3月14日  | 恋時雨                                                             | ときめきアイドル project                                                 | 「Jewelry days」 | ゲーム『ときめきアイドル』関連曲                                         |
| 4月25日  | 三ツ星カラーズ キャラクターソングシリーズ03 琴葉                   | 琴葉（日岡なつみ）                                                       | 「1st Stage クリヤー」 「セカイセイフクのススメ」 「カラーズぱわーにおまかせろ！」 「ミラクルカラーズ☆本日も異常ナシ！」                                                   | テレビアニメ『三ツ星カラーズ』関連曲                                     |
| 7月11日  | カン違いSummer Days                                                | ときめきアイドル project                                                 | 「カン違いSummer Days」 | ゲーム『ときめきアイドル』関連曲                                         |
| 8月29日  | 覗かないでNAKEDハート                                              | 虹川仁衣菜（指出毬亜）、椎柴識理（鳥部万里子）、箕輪みかさ（日岡なつみ） | 「覗かないでNAKEDハート」 | VR Idol Stars Project『Hop Step Sing!』関連曲                            |
| 8月29日  | 覗かないでNAKEDハート                                              | 虹川仁衣菜（指出毬亜）、椎柴識理（鳥部万里子）、箕輪みかさ（日岡なつみ） | 「Party Nightがきこえたら」 | VR Idol Stars Project『Hop Step Sing!』関連曲                            |
| 9月5日   | ときめきアイドル Song Collection                                   | ときめきアイドル project C#                                              | 「Future Smile」 | ゲーム『ときめきアイドル』関連曲                                         |
| 9月5日   | ときめきアイドル Song Collection                                   | ときめきアイドル project 結城秋葉                                        | 「しゃかりきリレーション」 | ゲーム『ときめきアイドル』関連曲                                         |
| 9月5日   | ときめきアイドル Song Collection                                   | ときめきアイドル project 結城秋葉 (日岡なつみ)                           | 「カン違いSummer Days 結城秋葉 Ver.」 | ゲーム『ときめきアイドル』関連曲                                         |
| 12月12日 | Smiling Passion                                                    | 結城秋葉 (日岡なつみ), 川口夏海 (川井田夏海), 伊澄いずみ (藤川茜)        | 「Smiling Passion」 | ゲーム『ときめきアイドル』関連曲                                         |
| 12月19日 | Lumiere                                                            | トロワアンジュ                                                           | 「Lumiere」 「Silent Dystopia」 | 『Re:ステージ！』関連曲                                                  |
| 2019年   |                                                                    |                                                                          | |                                                                          |
| 6月12日  | 絆 -resonance-                                                     | ときめきアイドル project C#                                              | 「絆 -resonance-」 | ゲーム『ときめきアイドル』関連曲                                         |
| 6月12日  | 絆 -resonance-                                                     | ときめきアイドル project                                                 | 「セツナセカイ」 | ゲーム『ときめきアイドル』関連曲                                         |
| 6月12日  | 絆 -resonance-                                                     | ときめきアイドル project C#                                              | 「トキメキ☆ミライ (C# Ver.)」 | ゲーム『ときめきアイドル』関連曲                                         |
| 9月4日   | ときめきアイドル Song Collection02                                 | ときめきアイドル project C#                                              | 「絆 -resonance- chamber ensemble version」 | ゲーム『ときめきアイドル』関連曲                                         |
| 10月16日 | 温泉むすめコンプリートアルバム Vol.1                               | SPRiNGS                                                                  | 「湯夢色バトン」 | 『温泉むすめ』関連曲                                                     |
| 11月6日  | Loved One                                                          | トロワアンジュ                                                           | 「Dears...」 | テレビアニメ『Re:ステージ！ ドリームデイズ♪』関連曲                      |
| 11月6日  | Loved One                                                          | 白鳥天葉（日岡なつみ）                                                   | 「優しい風」 | テレビアニメ『Re:ステージ！ ドリームデイズ♪』関連曲                      |
| 12月25日 | 三ツ星カラーズ Blu-ray BOX Amazon特典CD                            | カラーズ☆スラッシュ                                                      | 「三ツ星☆☆☆エブリデイ」 | テレビアニメ『三ツ星カラーズ』関連曲                                     |
| 2020年   |                                                                    |                                                                          | |                                                                          |
| 9月16日  | キボウノウタ                                                       | ときめきアイドル project C#                                              | 「キボウノウタ」 | ゲーム『ときめきアイドル』関連曲                                         |
| 9月16日  | キボウノウタ                                                       | ときめきアイドル project 結城秋葉（日岡なつみ）                          | 「キボウノウタ (結城秋葉 (CV: 日岡なつみ) Ver.)」 | ゲーム『ときめきアイドル』関連曲                                         |
| 12月16日 | Chain of Dream                                                     | トロワアンジュ                                                           | 「Tomorrow Melodies」 | 『Re:ステージ！』関連曲                                                  |
| 12月24日 | 湯けむりトキメキゲーム                                             | 登別綾瀬（日岡なつみ）                                                   | 「湯けむりトキメキゲーム」 | 『温泉むすめ』関連曲                                                     |
| 2021年   |                                                                    |                                                                          | |                                                                          |
| 3月10日  | ときめきアイドル Song Collection03                                 | ときめきアイドル project                                                 | 「my way, my answer」 | 『ときめきアイドル』関連曲                                               |
| 3月10日  | ときめきアイドル Song Collection03                                 | ときめきアイドル project Vocal: 結城秋葉 (日岡なつみ)                    | 「my way, my answer (結城秋葉 (CV: 日岡なつみ) Ver.)」 | 『ときめきアイドル』関連曲                                               |
| 3月10日  | ときめきアイドル Song Collection03                                 | ときめきアイドル project                                                 | 「カン違いSummer Days -Another Mix-」 | 『ときめきアイドル』関連曲                                               |
| 3月17日  | Re:STAGE! THE BEST                                                 | Re:STAGE! ALL IDOL                                                       | 「私たち、四季を遊ぶんです!!」 | 『Re:ステージ！』関連曲                                                  |
| 2022年   |                                                                    |                                                                          | |                                                                          |
| 2月23日  | シュワシュワ                                                       | Three∞Loop                                                               | 「シュワシュワ」 | テレビアニメ『スローループ』エンディングテーマ                           |
| 2月23日  | シュワシュワ                                                       | Three∞Loop                                                               | 「ゆるゆらりる」 | テレビアニメ『スローループ』第9話エンディングテーマ                      |
| 6月1日   | 銀河の雫                                                           | トロワアンジュ                                                           | 「銀河の雫」 | 『Re:ステージ！』関連曲                                                  |
| 12月2日  | Imperial Stage                                                     | 式宮碧音（髙橋ミナミ）、白鳥天葉（日岡なつみ）                           | 「Imperial Stage」 | 『Re:ステージ！』関連曲                                                  |
| 2023年   |                                                                    |                                                                          | |                                                                          |
| 3月3日   | Stay in our Heart                                                  | 虹川仁衣菜（指出毬亜）、椎柴識理（鳥部万里子）、箕輪みかさ（日岡なつみ） | 「Stay in our Heart」 | VR Idol Stars Project『Hop Step Sing!』関連曲                            |
| 5月19日  | Everywhere!                                                        | 箕輪みかさ（日岡なつみ）                                                 | 「Everywhere!」 | VR Idol Stars Project『Hop Step Sing!』関連曲                            |
| 6月7日   | 「吸血鬼すぐ死ぬ」キャラクターソング入りサウンドトラック②          | ヒナイチ（日岡なつみ）                                                   | 「床の下から夜明けの町へ」 | テレビアニメ『吸血鬼すぐ死ぬ2』関連曲                                    |
| 7月5日   | -                                                                  | アナルド（阿部敦）、バイレッタ（日岡なつみ）                             | 「愛の賞味期限」 | デジタルコミック『拝啓見知らぬ旦那様、離婚していただきます』テーマソング |
| 9月25日  | セカイfeat.LOVE                                                    | 虹川仁衣菜（指出毬亜）、椎柴識理（鳥部万里子）、箕輪みかさ（日岡なつみ） | 「セカイfeat.LOVE」 | VR Idol Stars Project『Hop Step Sing!』関連曲                            |
| 2024年   |                                                                    |                                                                          | |                                                                          |
| 4月1日   | Refrain                                                            | トロワアンジュ                                                           | 「青い鳥より」 | 『Re:ステージ！』関連曲                                                  |
| 8月8日   | Abyss to Eden                                                      | トロワアンジュ                                                           | 「Abyss to Eden」 | 『Re:ステージ！』関連曲                                                  |

### その他参加作品
| 発売日       | 商品名     | 歌                           | 楽曲           | 備考                                           |
| ------------ | ---------- | ---------------------------- | -------------- | ---------------------------------------------- |
| 2021年4月8日 | 春への伝言 | 夜道雪、七瀬彩夏、日岡なつみ | 「春への伝言」 | テレビアニメ『スーパーカブ』エンディングテーマ |